# Kamal Bahamdan
Kamal Bahamdan, född den 13 februari 1970 i Riyadh i Saudiarabien, är en saudisk ryttare.
Hon tog OS-brons i lagtävlingen i hoppning i samband med de olympiska ridsporttävlingarna 2012 i London.